# Thereva rustica
Thereva rustica är en tvåvingeart som beskrevs av Friedrich Hermann Loew 1840. Thereva rustica ingår i släktet Thereva och familjen stilettflugor. Inga underarter finns listade i Catalogue of Life.